# ウイルケル・ファリニェス
ウイルケル・ファリニェス・アライ  (Wuilker Faríñez Aray  1998年2月15日 - )は、ベネズエラ・ミランダ州カラカス出身のサッカー選手。ベネズエラ代表。リーグ・アンのRCランスに所属している。ポジションはGK。

## 来歴
2011年に地元のカラカスFCに入団。2013年に15歳ながら早くもトップチームに昇格。2015年8月には、17歳の若さで689分無失点のクラブ新記録を達成した。2016年シーズンはコパ・リベルタドーレスにも出場。同年12月には、同年シーズンリーグベストイレブンと最優秀GKに選出された。
2018年1月、ミジョナリオスFCに移籍。移籍後も正GKとして活躍し、FCバルセロナなどがファリニェスの獲得に興味を示していると報じられた。
2020年6月14日、RCランスへのローン移籍が発表された。
2021年5月24日、RCランスは買取オプションを行使し、2024年までの契約を結んだ。

## ベネズエラ代表
2013年からユース世代のベネズエラ代表に選出され、2015年にはコパ・アメリカ2015のメンバーに選出された。2016年5月のFIFA非公認のガリシア州選抜戦でフル代表デビュー。2017年3月のFIFAワールドカップ 2018南米予選の対ペルー戦で先発出場した。2017 FIFA U-20ワールドカップ出身権を賭けた2017年2月の南米ユース選手権では正GKを任され、本大会出場に貢献。本大会のグループリーグの対バヌアツ戦ではPKでゴールも決めた。